# Peter Crest
Peter Crest ist der 1600 m hohe Gipfel des Mulgrew-Nunatak in den Cook Mountains der antarktischen Ross Dependency.
Das Advisory Committee on Antarctic Names benannte ihn 2000 nach Peter David Mulgrew (1927–1979), neuseeländischer Teilnehmer an der Commonwealth Trans-Antarctic Expedition (1955–1958), der am 28. November 1979 beim Absturz des Air-New-Zealand-Fluges 901 auf der Ross-Insel ums Leben gekommen war.